# Liste der Biografien/Wu
Liste der Biografien |
Portal Biografien |
Personensuche
# |
A |
B |
C |
D |
E |
F |
G |
H |
I |
J |
K |
L |
M |
N |
O |
P |
Q |
R |
S |
T |
U |
V |
W |
X |
Y |
Z |
?
 
Wa |
Wc |
Wd |
We |
Wh |
Wi |
Wj |
Wl |
Wn |
Wo |
Wr |
Ws |
Wt |
Wu |
Ww |
Wy |
Wz
 
Wua |
Wub |
Wuc |
Wud |
Wue |
Wuf |
Wug |
Wuh |
Wui |
Wuj |
Wuk |
Wul |
Wum |
Wun |
Wuo |
Wup |
Wur |
Wus |
Wut |
Wuw |
Wuy |
Wuz
Die Liste der Biografien führt alle Personen auf, die in der deutschsprachigen Wikipedia einen Artikel haben. Dieses ist eine Teilliste mit 195 Einträgen von Personen, deren Namen mit den Buchstaben „Wu“ beginnt.

## Wu
- Wu († 1043 v. Chr.), chinesischer König der Zhou-Dynastie
- Wu († 202), Gemahlin von Sun Jian
- Wu († 245), Kaiserin der Shu Han zur Zeit der drei Reiche
- Wu Bin, chinesischer Landschaftsmaler
- Wu Cheng’en, chinesischer Romanautor und Dichter
- Wu De (1913–1995), chinesischer Politiker
- Wu Ding († 1266 v. Chr.), König von China
- Wu Hongbo (* 1952), chinesischer Diplomat
- Wu Jianquan (1870–1942), chinesischer Großmeister des Wu-Stil des Taijiquan
- Wu Jiaqing (* 1989), taiwanisch-chinesischer Poolbillardspieler
- Wu Jin-yun (1938–2022), taiwanische Leichtathletin
- Wu Jingbiao (* 1989), chinesischer Gewichtheber
- Wu Junwei, Peter (1963–2022), chinesischer Geistlicher, römisch-katholischer Bischof von Yuncheng
- Wu Na (* 1974), chinesische Tischtennisspielerin
- Wu Qingfeng (* 2003), chinesische Schwimmerin
- Wu Qinjing, Joseph (* 1968), chinesischer Geistlicher, Bischof von Peking
- Wu Sangui (1612–1678), chinesischer Befehlshaber an der Großen Mauer
- Wu Shaobin (* 1969), singapurischer Schachspieler
- Wu Shude (* 1959), chinesischer Gewichtheber und Olympiasieger
- Wu Tai Bo, Kaiser und ein Ahnherr der chinesischen Zhou-Dynastie
- Wu von Chu († 690 v. Chr.), König des Fürstentums Chu
- Wu Weiying (* 1969), chinesische Fußballspielerin
- Wu Wen-chia (* 1963), taiwanischer Tischtennisspieler
- Wu Xian, chinesischer Schamane
- Wu Xianghu (1964–2006), chinesischer Journalist und Verleger
- Wu Xinxiong (* 1949), chinesischer Politiker in der Volksrepublik China und Gouverneur von Jiangxi (seit 2006)
- Wu Xue (* 1980), dominikanische Tischtennisspielerin
- Wu Yi († 1195 v. Chr.), chinesischer König der Shang-Dynastie
- Wu Yize (* 2003), chinesischer Snookerspieler
- Wu You (* 1984), chinesische Ruderin
- Wu Youxun (1897–1977), chinesischer Physiker
- Wu Yue (* 1990), amerikanische Tischtennisspielerin
- Wu Zhifan (* 2001), chinesische Radrennfahrerin
- Wu Zixu († 484 v. Chr.), chinesischer Minister, Militärführer und Stratege
- Wu, Aiying (* 1951), chinesische Politikerin
- Wu, Alice (* 1970), US-amerikanische Regisseurin und Drehbuchautorin
- Wu, Bai (* 1968), taiwanischer Rocksänger und Songwriter
- Wu, Bangguo (1941–2024), chinesischer Politiker
- Wu, Changshuo (1844–1927), chinesischer Maler und Kalligraph der späten Qing-Zeit
- Wu, Chao (* 1987), chinesischer Freestyle-Skier
- Wu, Chengshu (* 1996), chinesische Fußballspielerin
- Wu, Chengzhen (* 1957), chinesische Frau
- Wu, Chia-ju (* 1999), taiwanische Stabhochspringerin
- Wu, Chibing (* 1964), chinesischer Badmintonspieler, später für die USA startend
- Wu, Chien-Shiung (1912–1997), chinesisch-US-amerikanische PhysikerinChien-Shiung Wu (1912–1997)

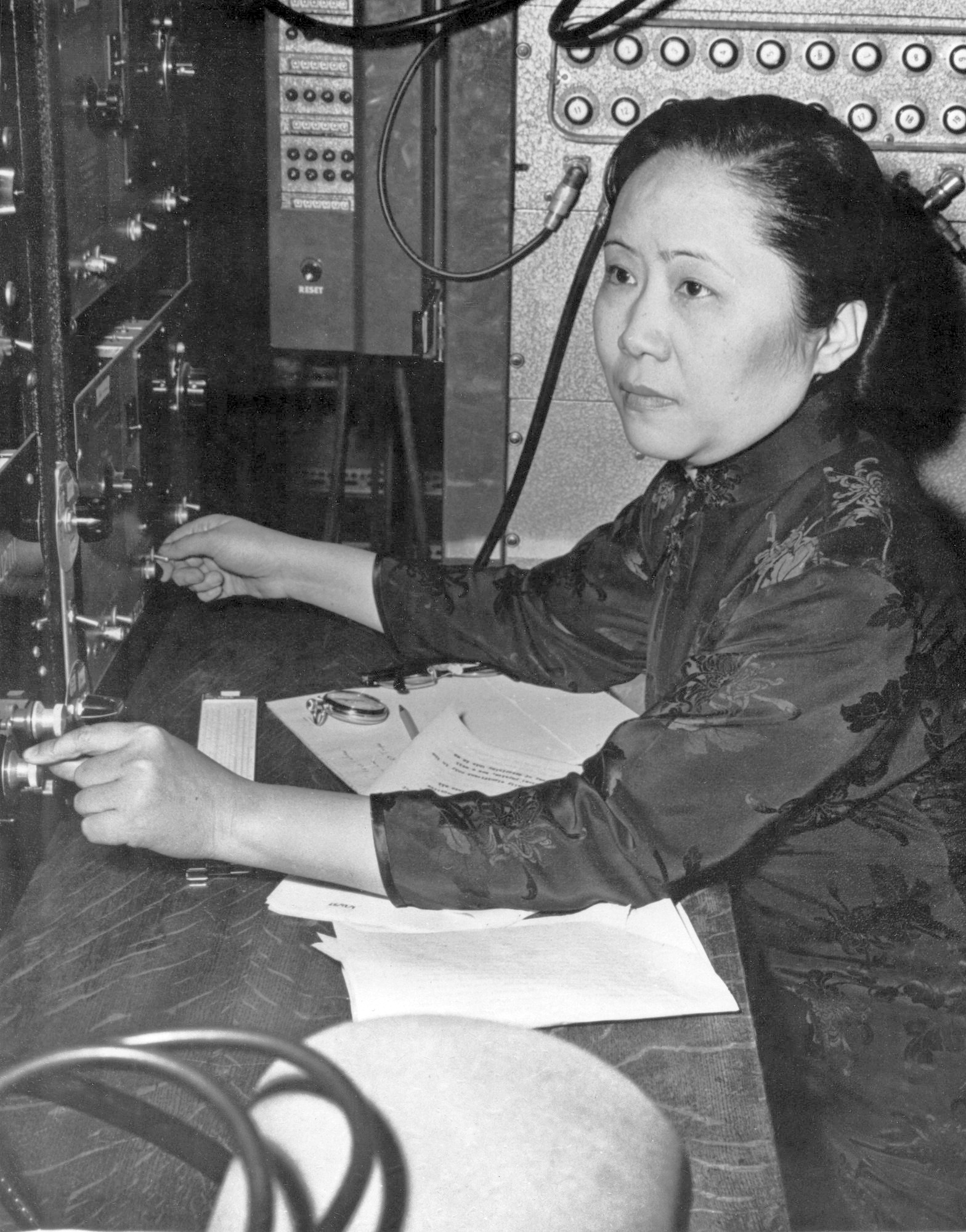
Chien-Shiung Wu (1912–1997)

- Wu, Chih-Chi (* 1986), taiwanischer Tischtennisspieler
- Wu, Ching-Kuo (* 1946), taiwanischer Sportfunktionär, Ingenieur und Unternehmer
- Wu, Chun-Hsien (* 1967), taiwanischer Tänzer und Choreograph
- Wu, Chun-wei (* 1984), taiwanischer Badmintonspieler

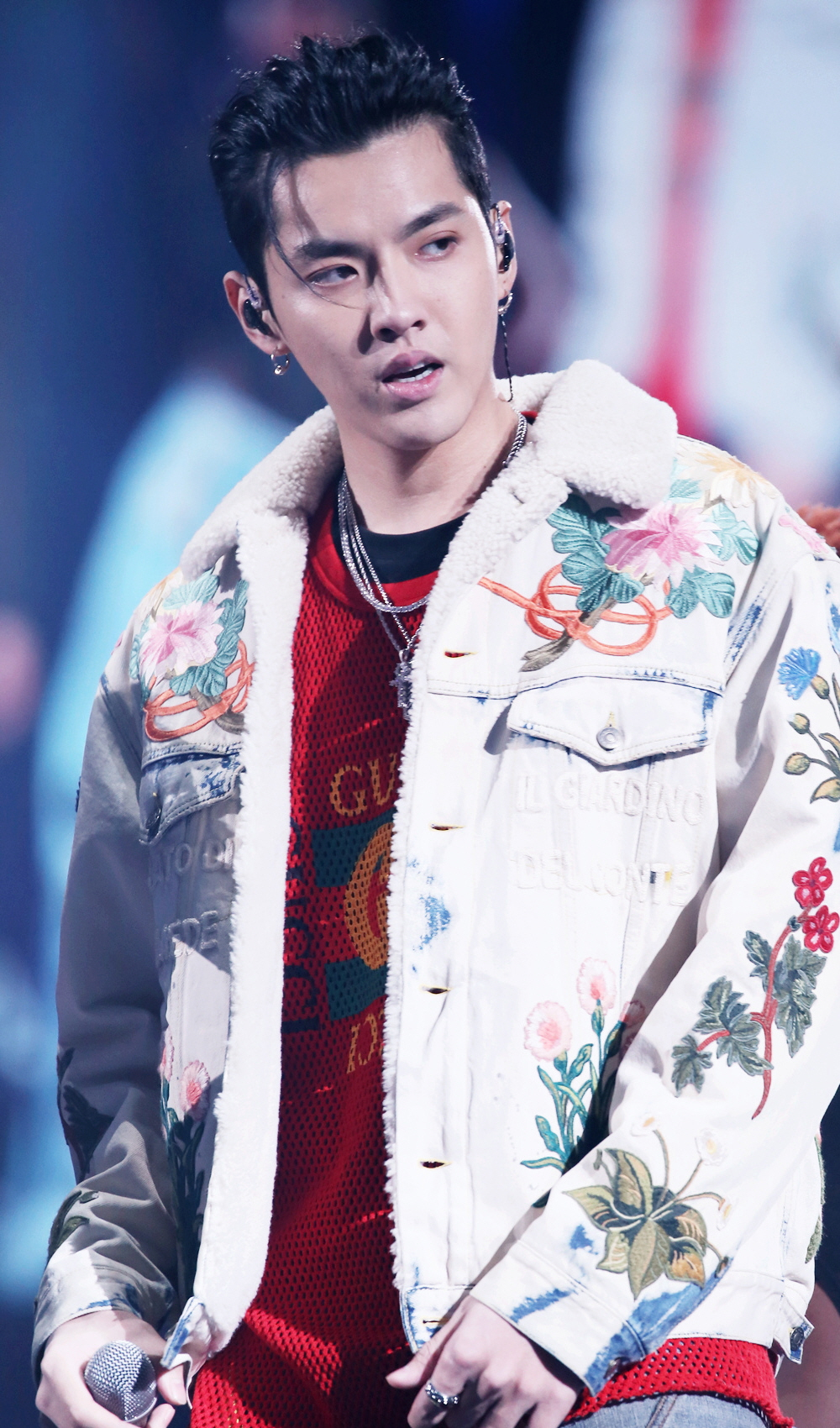
Kris Wu (* 1990)

- Wu, Constance (* 1982), US-amerikanische SchauspielerinConstance Wu (* 1982)

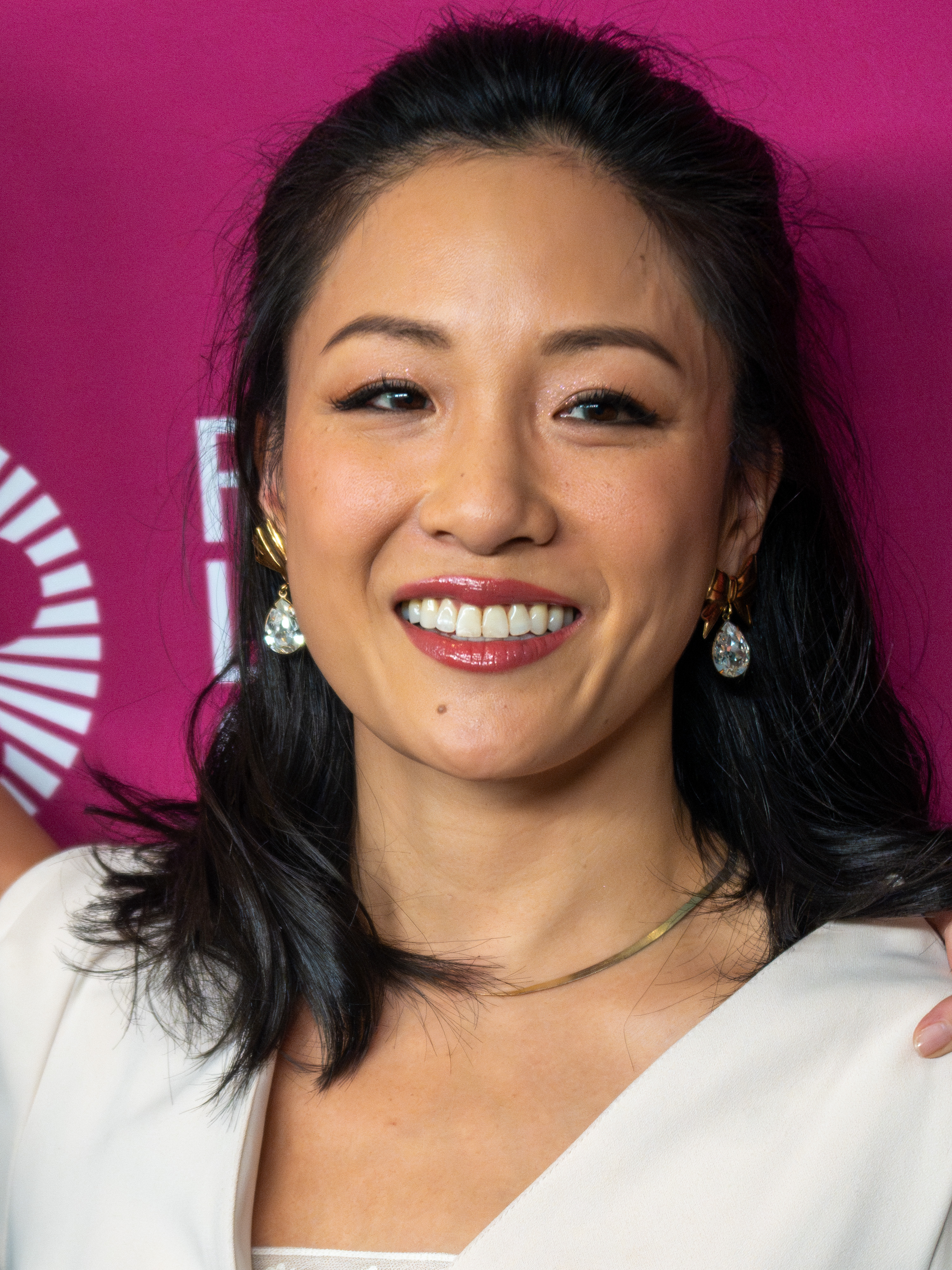
Constance Wu (* 1982)

- Wu, Dajing (* 1994), chinesischer Shorttracker
- Wu, Dan (* 1968), chinesische Volleyballspielerin
- Wu, Danica (* 1992), kanadische Fußballspielerin
- Wu, Daniel (* 1974), US-amerikanisch-chinesischer Schauspieler
- Wu, David (* 1955), US-amerikanischer Politiker
- Wu, Den-yih (* 1948), taiwanischer Politiker, Premierminister Taiwans, Bürgermeister von Kaohsiung, Generalsekretär und Vorsitzender der Kuomintang
- Wu, Di (* 1991), chinesischer Tennisspieler
- Wu, Dixi (* 1962), chinesische Badmintonspielerin
- Wu, Edward M. (1938–2009), US-amerikanischer Ingenieur
- Wu, Elie (* 1983), US-amerikanische Badmintonspielerin
- Wu, Emma (* 1989), taiwanische Schauspielerin und Sängerin
- Wu, Fa-Yueh (1932–2020), chinesischer theoretischer Physiker
- Wu, Fang-hsien (* 1999), taiwanische Tennisspielerin
- Wu, Faxian (1915–2004), chinesischer Politiker und Generalleutnant in der Volksrepublik China
- Wu, Gigi (1982–2019), taiwanische Bergsteigerin
- Wu, Guanzheng (* 1938), chinesischer Spitzenpolitiker
- Wu, Guixian (1938–2025), chinesische Politikerin (Volksrepublik China)
- Wu, Haiyan (* 1993), chinesische Fußballspielerin
- Wu, Han (1909–1969), chinesischer Historiker und Schriftsteller
- Wu, Hanxiong (* 1981), chinesischer Florettfechter
- Wu, Hao, chinesischer Dokumentarfilmer und Blogger
- Wu, Haoqing (1914–2010), chinesischer Chemiker
- Wu, Harry (1937–2016), chinesischer Dissident und Autor
- Wu, Ho-ching (* 1991), chinesische Tennisspielerin (Hongkong)
- Wu, Hongjiao (* 2003), chinesische Mittelstreckenläuferin
- Wu, Hongjun, Kryptogloge
- Wu, Hsiao-Lin (* 1995), taiwanischer Badmintonspieler
- Wu, Hsien (1893–1959), chinesischer Biochemiker und Ernährungswissenschaftler
- Wu, Hui-ju (* 1982), taiwanische Bogenschützin
- Wu, Huimin (* 1978), chinesische Badmintonspielerin
- Wu, Janice (* 1992), chinesische Schauspielerin
- Wu, Jason (* 1982), taiwanisch-kanadischer Modedesigner
- Wu, Jennifer Pédussel, US-amerikanische Wirtschaftswissenschaftlerin
- Wu, Ji (* 1958), chinesischer Nachrichtentechnik-Ingenieur, Direktor des Nationalen Zentrums für Weltraumwissenschaften
- Wu, Jiaduo (* 1977), deutsche Tischtennisspielerin
- Wu, Jian (* 1986), chinesischer Diskuswerfer
- Wu, Jianqiu (* 1962), chinesische Badmintonspielerin
- Wu, Jiaxing (* 1990), chinesischer Kugelstoßer
- Wu, Jieping (1917–2011), chinesischer Mediziner und Politiker
- Wu, Jing († 203), Beamter der späteren Han-Dynastie
- Wu, Jinglian (* 1930), chinesischer Wirtschaftswissenschaftler
- Wu, Jingyu (* 1987), chinesische Taekwondoin
- Wu, Jingzi (1701–1754), chinesischer Schriftsteller
- Wu, Jintao (* 1975), chinesischer Skilangläufer
- Wu, Joe (* 1986), neuseeländischer Badmintonspieler
- Wu, John Baptist Cheng-chung (1925–2002), chinesischer Geistlicher, Bischof von Hongkong
- Wu, Joseph (* 1954), taiwanischer Politiker und Außenminister
- Wu, Josephine (* 1995), kanadische Badmintonspielerin
- Wu, Junsheng (* 1940), chinesischer Badmintonspieler
- Wu, Ken (* 1961), chinesischer Diplomat
- Wu, Kin San (* 1985), chinesischer Radrennfahrer
- Wu, Kris (* 1990), chinesisch-kanadischer Schauspieler, Rapper, Sänger und ModelKris Wu (* 1990)
- Wu, Kristy (* 1982), US-amerikanische Schauspielerin und Synchronsprecherin
- Wu, Kuo-Chu (1970–2006), taiwanischer Choreograf
- Wu, Lei (* 1991), chinesischer Fußballspieler
- Wu, Lei (* 1996), chinesischer Sprinter
- Wu, Li-hua (* 1969), taiwanische Politikerin
- Wu, Lien-teh (1879–1960), chinesischer Arzt und Gesundheitsfunktionär
- Wu, Lihong (* 1968), chinesischer Umweltaktivist
- Wu, Lingmei (* 1973), chinesische Dreispringerin
- Wu, Ma (1942–2014), chinesischer Schauspieler, Regisseur, Produzent und Schriftsteller
- Wu, Mali (* 1957), taiwanische Installations- und Konzeptkünstlerin
- Wu, Man (* 1963), chinesische Pipaspielerin
- Wu, Maw-Kuen (* 1949), chinesischer Physiker
- Wu, Meixu (* 2000), chinesische Tennisspielerin
- Wu, Melissa (* 1992), australische Wasserspringerin
- Wu, Meng (* 2002), chinesische Freestyle-Skisportlerin
- Wu, Michelle (* 1983), australische Triathletin
- Wu, Michelle (* 1985), amerikanische PolitikerinMichelle Wu (* 1985)

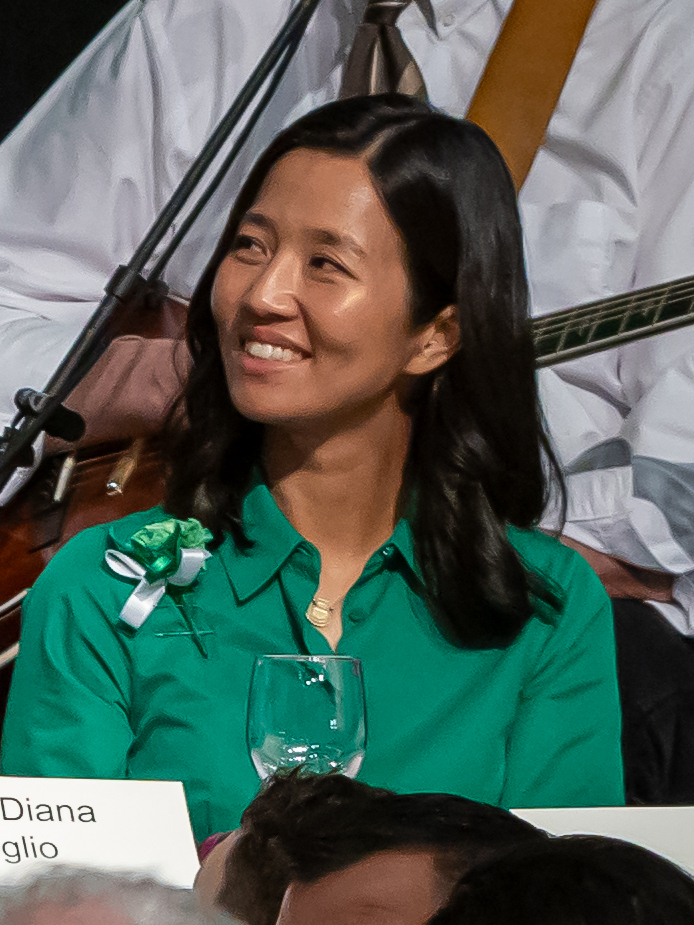
Michelle Wu (* 1985)

- Wu, Min-hsun (* 1974), taiwanische Fußballspielerin
- Wu, Ming-Yi (* 1971), taiwanischer Autor von Romanen, Erzählungen und Sachbüchern, Künstler, Umweltaktivist und Hochschullehrer
- Wu, Minxia (* 1985), chinesische Wasserspringerin
- Wu, Myolie (* 1979), hongkong-chinesische Schauspielerin
- Wu, Naomi, chinesische DIY-Herstellerin und Internet-PersönlichkeitNaomi Wu

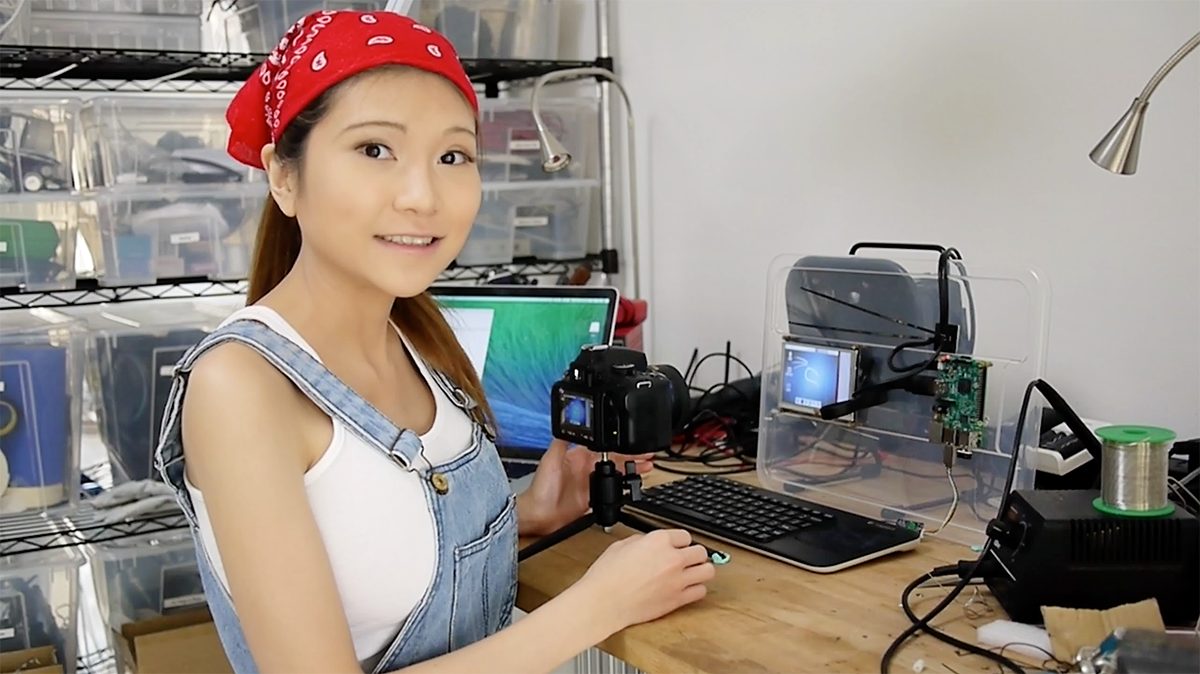
Naomi Wu

- Wu, Pao-chun (* 1970), taiwanischer Bäckermeister
- Wu, Peifu (1874–1939), chinesischer Warlord
- Wu, Penggen (* 1982), chinesischer Beachvolleyballspieler
- Wu, Peter Yishun (* 1964), chinesischer römisch-katholischer Geistlicher, Bischof der Apostolischen Präfektur Shaowu
- Wu, Ping-jui (* 1966), taiwanischer Politiker
- Wu, Qianlian (* 1968), taiwanische Schauspielerin und Sängerin
- Wu, Qianlong (* 1990), chinesischer Geher
- Wu, Qidi (* 1947), chinesische Wissenschaftlerin und Ministerin
- Wu, Qijun (1789–1846), chinesischer Beamter und Gelehrter der Qing-Zeit
- Wu, Ray (1928–2008), US-amerikanischer Molekularbiologe und Genetiker
- Wu, Ruiting (* 1995), chinesischer Dreispringer
- Wu, Sandra (* 1976), malaysische Squashspielerin
- Wu, Sau Lan (* 1940), US-amerikanische Physikerin
- Wu, Sha (* 1987), chinesische Stabhochspringerin
- Wu, Shaotong (* 1998), chinesische Snowboarderin
- Wu, Shaoxiang (* 1957), chinesisch-österreichischer Künstler
- Wu, Shengjun (* 1987), chinesischer Straßenradrennfahrer
- Wu, Shuijiao (* 1991), chinesische Hürdenläuferin
- Wu, Sijue (* 1964), US-amerikanische Mathematikerin
- Wu, Sophie (* 1983), britische Schauspielerin
- Wu, Su-ching (* 1970), taiwanische Fußballspielerin
- Wu, Sz-Huai (* 1951), taiwanischer Politiker und Generalleutnant
- Wu, Ta-You (1907–2000), chinesischer Physiker
- Wu, Tai Tsun (1933–2024), US-amerikanischer Physiker
- Wu, Tao (* 1983), chinesischer Diskuswerfer
- Wu, Teh Yao (1915–1994), chinesischer Pädagoge, Politikwissenschaftler und Präsident der Tunghai-Universität
- Wu, Theodore Yao-Tsu (1924–2023), US-amerikanischer Ingenieur
- Wu, Ti-jung (* 1993), taiwanische Badmintonspielerin
- Wu, Tianming (1939–2014), chinesischer Filmregisseur und -produzent
- Wu, Tim (* 1972), US-amerikanischer Rechtswissenschaftler
- Wu, Tom (* 1972), britisch-hongkong-chinesischer Schauspieler und Kampfkünstler
- Wu, Tong (* 1971), chinesischer Cheng- und Dawuspieler und Sänger
- Wu, Tung-lin (* 1998), taiwanischer Tennisspieler
- Wu, Vivian (* 1966), US-amerikanische Schauspielerin chinesischer HerkunftVivian Wu (* 1966)

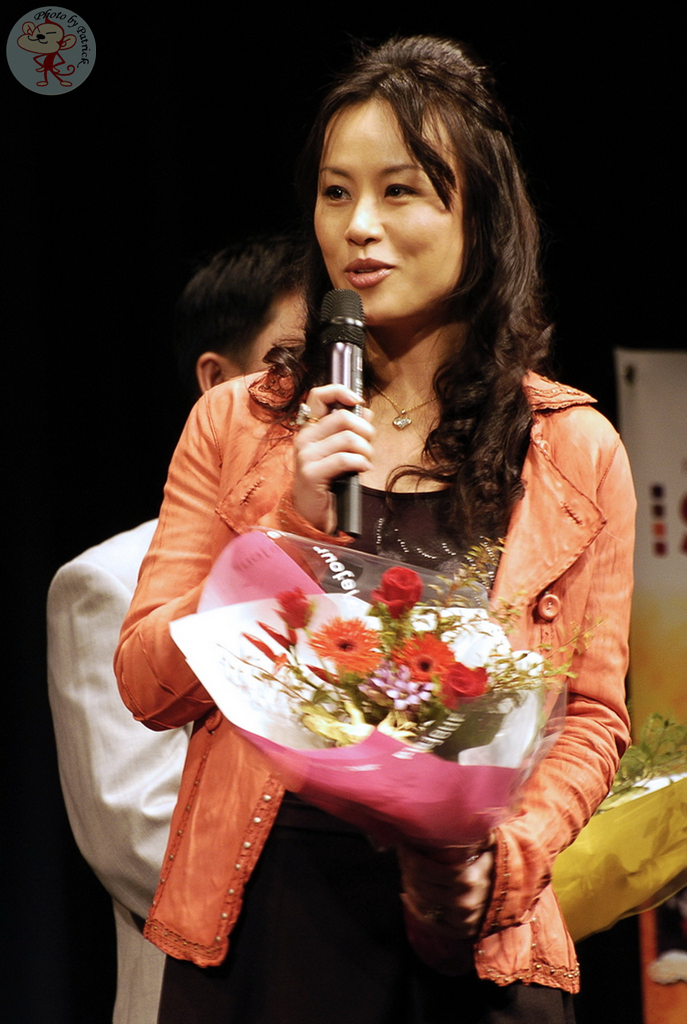
Vivian Wu (* 1966)

- Wu, Wei (* 1970), chinesischer Musiker
- Wu, Wei (* 1971), chinesischer Architekt
- Wu, Weiren (* 1953), chinesischer Nachrichtentechnik-Ingenieur, Leiter des chinesischen Labors für Tiefraumerkundung
- Wu, Weishan (* 1962), chinesischer Bildhauer
- Wu, Weiye (1609–1671), chinesischer Dichter und Politiker
- Wu, Wen-chien (* 1977), taiwanischer Langstrecken- und Hindernisläufer
- Wu, Wenjun (1919–2017), chinesischer Mathematiker
- Wu, Wenkai (* 1970), chinesischer Badmintonspieler
- Wu, Xiangming (* 1938), chinesischer Ingenieur, Direktor des National Maglev Transportation Engineering Research and Development Center
- Wu, Xiaobo (* 1968), chinesischer Autor und Verleger
- Wu, Xiaoxuan (* 1958), chinesische Sportschützin
- Wu, Xinzhi (1928–2021), chinesischer Paläoanthropologe
- Wu, Xueqian (1921–2008), chinesischer Politiker, Außenminister der Volksrepublik China (1982–1988)
- Wu, Yajun (* 1964), chinesische Unternehmerin
- Wu, Yang (* 1992), chinesische Tischtennisspielerin
- Wu, Yanhua (* 1962), chinesischer Raumfahrtingenieur und Verwaltungswissenschaftler
- Wu, Yanni (* 1997), chinesische Hürdenläuferin
- Wu, Yaozong (1893–1979), chinesischer Theologe; Gründer der Drei-Selbst-Bewegung
- Wu, Yen-ming (* 1999), taiwanischer Sprinter
- Wu, Yi (* 1938), chinesische Politikerin in der Volksrepublik China
- Wu, Yi-fang (1893–1985), chinesische Wissenschaftlerin, Politikerin und Diplomatin
- Wu, Yibing (* 1999), chinesischer TennisspielerWu Yibing (* 1999)

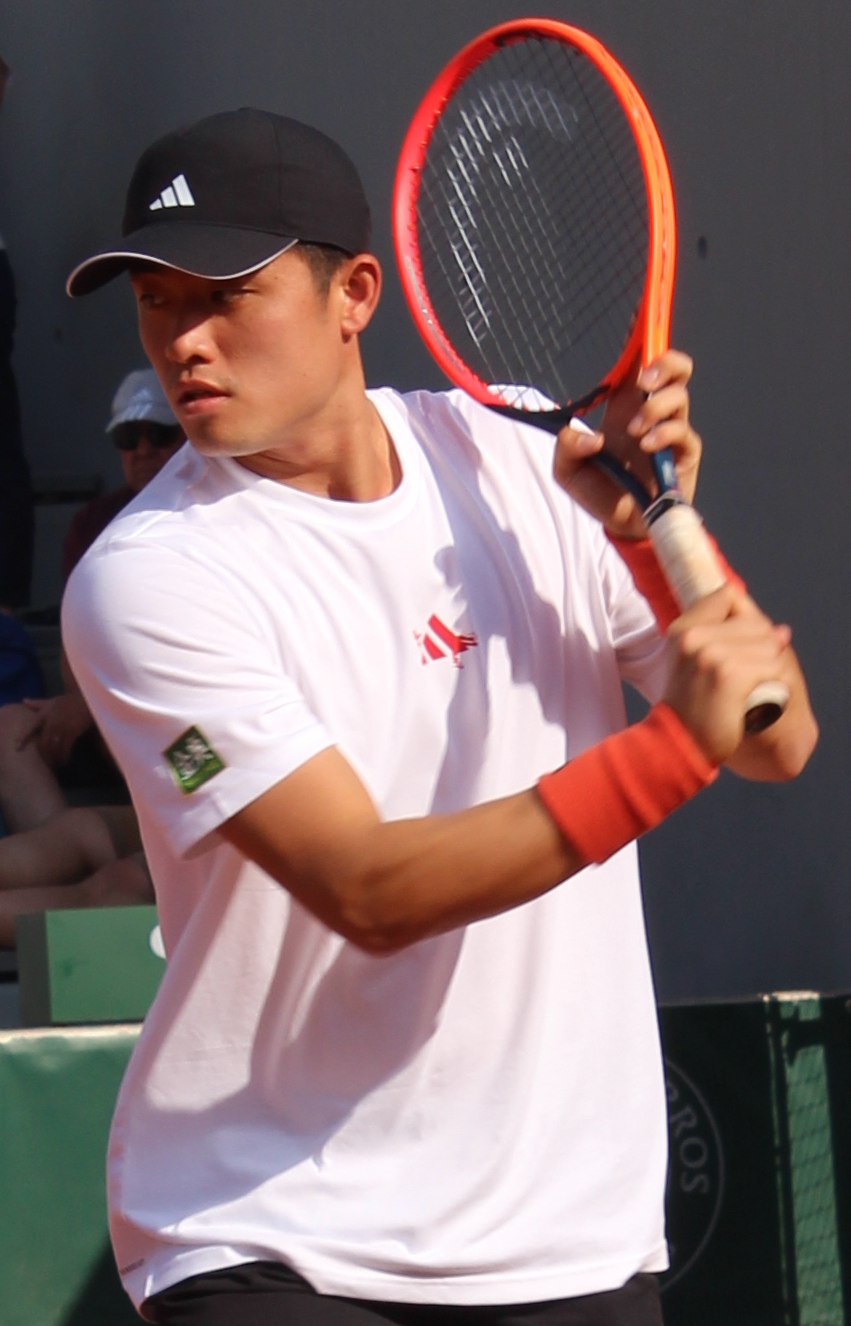
Wu Yibing (* 1999)

- Wu, Yihui (1887–1961), chinesischer Kampfkunstmeister
- Wu, Yiwen (* 1986), chinesische Synchronschwimmerin
- Wu, Yonggang (1907–1982), chinesischer Filmregisseur und Drehbuchautor
- Wu, Youjia (* 1983), chinesischer Hürdensprinter
- Wu, Yu (1872–1949), chinesischer Gelehrter
- Wu, Yu-lun (* 1989), taiwanischer Poolbillardspieler
- Wu, Yuang (* 1998), chinesischer Sprinter
- Wu, Yuhong (* 1966), chinesische Badmintonspielerin
- Wu, Yunyong (* 1978), chinesischer Badmintonspieler
- Wu, Yuzhang (1878–1966), chinesischer Politiker, Erziehungswissenschaftler und Universitätspräsident
- Wu, Zetian (625–705), chinesische KaiserinWu Zetian (625–705)

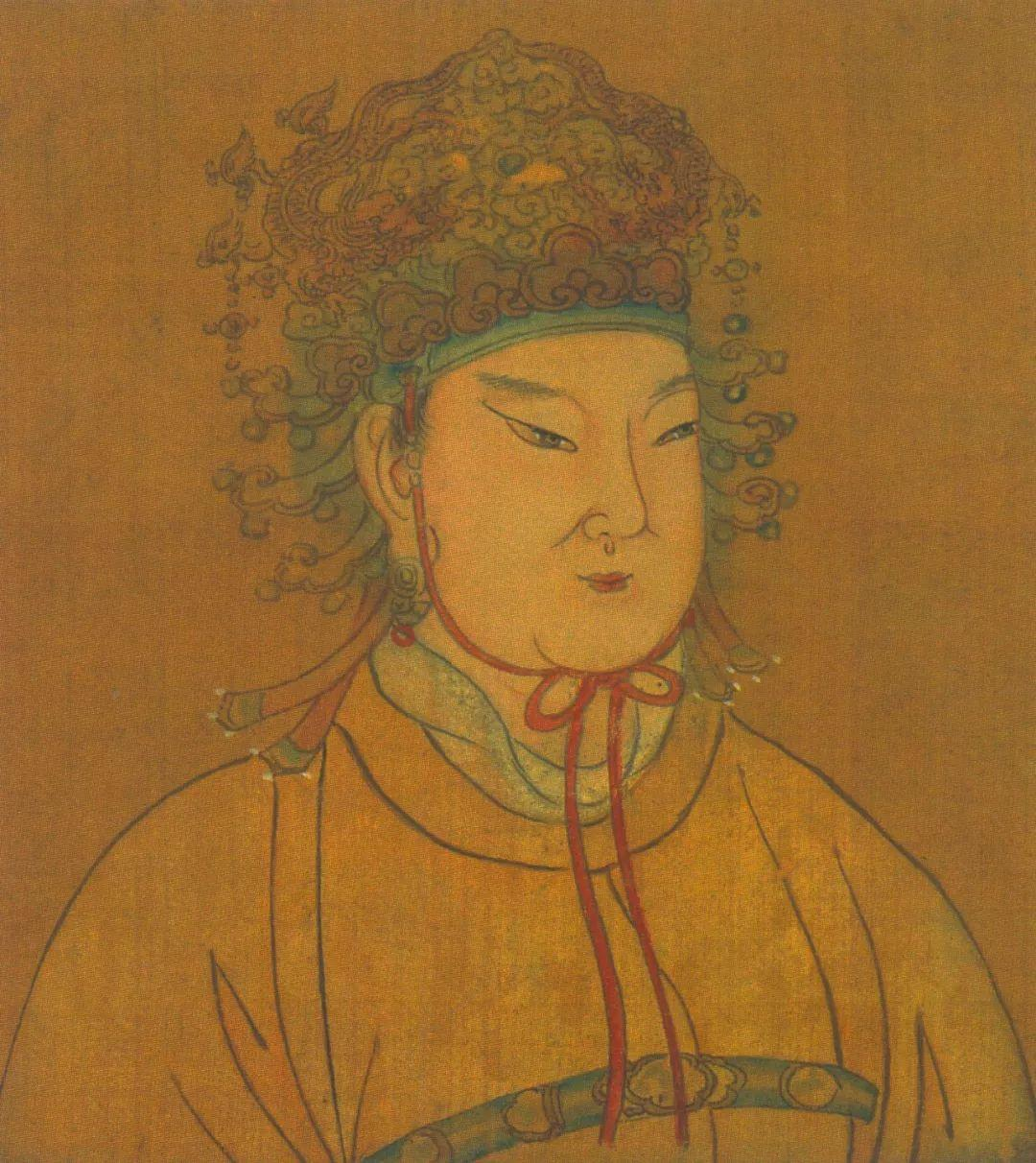
Wu Zetian (625–705)

- Wu, Zhenglong (* 1964), chinesischer Politiker
- Wu, Zhengyi (1916–2013), chinesischer Botaniker
- Wu, Zhiqiang (* 1994), chinesischer Sprinter
- Wu, Zhongbi (1919–2007), chinesischer Mediziner